# Nazionale maschile di calcio delle Figi
La nazionale di calcio delle Figi è la rappresentativa calcistica nazionale delle Isole Figi ed è posta sotto l'egida della Federazione calcistica delle Figi. È affiliata all'OFC.
La nazionale di calcio delle Figi è spesso oscurata dal successo della locale nazionale di rugby. Ha esordito nel 1951. Si è aggiudicata i Giochi del Pacifico nel 1991 e nel 2003 (nell'edizione disputata in casa). Il miglior piazzamento nella Coppa d'Oceania è stato il terzo posto ottenuto nel 1998 e nel 2008.
Nella classifica mondiale della FIFA, istituita nell'agosto 1993, il miglior piazzamento delle Figi è la 94ª posizione luglio 1994, mentre il peggiore è la 199ª posizione del luglio 2015. Occupano attualmente la 170ª posizione della graduatoria.

## Storia

### Dagli esordi alle prime partite continentali (1951-1973)
La nazionale figiana di calcio esordì il 7 ottobre 1951 a Suva contro la Nuova Zelanda, da cui fu sconfitta per 6-4, con tripletta del neozelandese Jock Newall. L'anno dopo la Nuova Zelanda tornò a giocare alle Figi contro la nazionale locale, battendola in tutte e tre le partite, nella seconda delle quali per 9-0.
Nel 1963 la locale federcalcio si affiliò alla FIFA. La squadra tornò a giocare in occasione dei Giochi del Sud Pacifico del 1963 organizzati in casa, a Suva, dove sconfisse per 3-1 la Papua Nuova Guinea il 29 agosto e per 5-0 le Isole Salomone il 5 settembre, prima di essere battuta per 2-8 il 7 settembre dalla Nuova Caledonia.
Dopo aver mancato l'edizione del 1966, fu presente all'edizione 1969 dei Giochi del Sud Pacifico, a Port Moresby. Si piazzò quarta nel girone da sei, dopo aver perso contro la Papua Nuova Guinea la finale per il terzo posto. Due anni dopo terminò all'ultimo posto il girone con due sconfitte contro Nuova Caledonia e Nuove Ebridi, ma concluse al quinto posto dopo aver sconfitto le Isole Cook nella finale per il quinto posto.

### Prime partecipazioni alla Coppa d'Oceania e alle qualificazioni mondiali (1973-1981)
Come membro della Oceania Football Confederation, le Figi parteciparono alla prima edizione della Coppa d'Oceania, svoltasi nel 1973 in Nuova Zelanda, dove non vinsero nessuna partita delle quattro giocate, segnando 2 gol e subendone 13. Ai Giochi del Sud Pacifico 1975 la squadra, guidata dal commissario tecnico francese Sashi Mahendra Singh giunse in semifinale, dove perse contro Tahiti, prima di uscire sconfitta (di misura) anche dalla finale per il terzo posto contro le Isole Salomone.
Nel 1977 la squadra figiana fu affidata al CT John Lal, che esordì in una partita non ufficiale contro Taiwan terminata 2-2. La compagine taiwanese si era recata nelle Figi per disputare il proprio match di qualificazione al campionato del mondo 1978 contro l'Australia, stante la decisione del governo australiano di non concedere il visto ai calciatori taiwanesi sul suolo australiano. Australia e Taiwan si affrontarono dunque nella città figiana di Ba.
Il 19 marzo 1977, dopo aver battuto per 3-0 Taiwan a Ba, l'Australia affrontò in amichevole le Figi a Buckhurst Park. Pur privi di sette calciatori del Ba F.C., impegnati in una tournée in Nuova Zelanda, i figiani resistettero per quarantacinque minuti di gioco agli attacchi dell'Australia, prima di cogliere una clamorosa vittoria grazie ad un gol nel secondo tempo del debuttante Jimmy Okete.
Agli ordini dell'allenatore figiano Moti Musadilal, la nazionale subì due larghe sconfitte (0-3 e 0-6) contro la Nuova Zelanda, il 19 giugno e il 1º luglio 1979. Partecipò poi alla sesta edizione dei Giochi del Sud Pacifico, organizzati in casa. Dopo un pareggio a reti bianche contro la Papua Nuova Guinea, i figiani batterono Kiribati per 24-0, stabilendo un nuovo record per la squadra. Dewan Chand fu autore di otto reti e Farouk Janeman di sette. Superate agilmente Wallis e Futuna ai quarti di finale (5-0), in semifinale le Figi prevalsero contro le Isole Salomone dopo i tempi supplementari grazie alla doppietta di Dewan Chand. Nella finale del Buckhurst Park, di fronte a 22 000 spettatori, persero poi per 3-0 contro Tahiti (doppietta di Errol Bennett).
Nel 1980, dopo due sconfitte in amichevole contro la Nuova Zelanda, la squadra si presentò per la seconda volta alla Coppa d'Oceania agli ordini di Sashi Mahendra Singh. Battute le Isole Salomone per 3-0 e, per la prima volta nella loro storia, la Nuova Zelanda per 4-0, uscirono sconfitti per 6-3 contro Tahiti e terminarono il girone al secondo posto. La finale per il terzo posto li vide soccombere per 2-0 contro la Nuova Caledonia. Sashi Mahendra Singh fu destituito dal presidente federale per sopraggiunti limiti di età, ritenuta troppo avanzata.
Nel 1981 le Figi esordirono nelle qualificazioni alla Coppa del mondo sotto la guida del commissario tecnico inglese Wally Hughes, assunto con un salario di 500 dollari figiani a settimana. Nei quattro incontri eliminatori per Spagna 1982 giocati a domicilio i figiani persero per 4-0 contro la Nuova Zelanda, per 4-1 contro l'Australia, pareggiarono contro l'Indonesia e vinsero per 2-1 contro Taiwan. Il girone di ritorno vide le Figi pareggiare con Indonesia e Taiwan e perdere malamente contro l'Australia (10-0) e contro la Nuova Zelanda (13-0). Quella contro i neozelandesi, ad Auckland il 16 agosto 1981, rimane la sconfitta più larga subita dalle Figi nella loro storia (sei gol furono di Steve Sumner). Wally Hughes si dimise dopo la disfatta. Sotto la guida di Ram Vinod, le Figi concludono al sesto posto con due vittorie, un pari e tre sconfitte, i mini-Giochi del Sud Pacifico, disputatisi alle Isole Salomone sempre nel 1981.

### Finali e vittorie ai Giochi del Sud Pacifico (1983-2003)
Dopo due anni senza disputare partite ufficiali, le Figi parteciparono, con un nuovo selezionatore, il tedesco Rudi Gutendorf, ai Giochi del Pacifico meridionale, con un nuovo schema di gioco, portato dal nuovo commissario tecnico. Impostisi per 10-0 sulle Isole Salomone e per 6-0 su Vanuatu, in semifinale i figiani batterono la Nuova Caledonia per 3-2, approdando alla finale contro Tahiti persa per 1-0, finale che non venne completata a causa delle proteste vibranti dei giocatori e della panchina delle Figi. 
Sotto la guida del commissario tecnico Billy Singh, figlio di SM Singh, la squadra giocò poi due amichevoli contro la Nuova Zelanda nell'agosto 1981. La seconda di queste partite finì 1-1 e fu segnata da atti di violenza, che provocarono la sospensione della nazionale figiana, a cui venne impedito di organizzare partite internazionali sul proprio terreno.
Nel maggio 1985 la nazionale figiana batté per 3-0 in casa gli inglesi del Newcastle Utd, che si trovava in tournée nella regione dell'Oceano Pacifico, poi perse la seconda partita per 2-0. Nel giugno seguente la squadra andò in tournée nel une tournée in Nuova Zelanda, dove subì tre sconfitte, poi, a luglio, fu battuto per tre volte da Tahiti in altrettante amichevoli.
Passata nuovamente nelle mani del CT Rudi Gutendorf nel gennaio 1987, la nazionale figiana tenne, nel marzo successivo, una disastrosa tournée nella regione australiana del Queensland, caratterizzata da intemperanze dentro e fuori dal campo. Il selezionatore lasciò il paese nel maggio seguente, in una situazione di caos determinata dal colpo di stato operato da Sitiveni Rabuka che mise fine alla monarchia e causò la messa al bando del paese dal Commonwealth, determinando nel contempo una grande immigrazione di indo-figiani. Con il calcio messo ai margini da questi eventi, la squadra rimase fuori dai Giochi del Pacifico meridionale del dicembre 1987, per poi tornare a giocare nell'ottobre 1988, sotto la guida di Billy Singh. In questa circostanza le Figi vinsero per la prima volta la Coppa di Melanesia, battendo per 3-1 in finale le Isole Salomone. Con due vittorie e un pareggio si conclusero, invece, le partite dei figiani contro la Nuova Zelanda svoltesi durante la tournée dei neozelandesi nelle Figi.
Nel novembre 1988 le Figi affrontarono l'Australia in una partita valida per l'andata dello spareggio di qualificazione al campionato del mondo 1990. Motivati da un premio di 500 dollari figiani e dall'entusiasmo dei 9.000 spettatori accorsi al Prince Charles Park in una giornata molto calda, i figiani, che nella circostanza potevano schierare la migliore formazione della propria storia, riuscirono nell'impresa di battere i più quotati Socceroos per 1-0. La gara di andata si risolse, tuttavia, in una disfatta per le Figi, che furono in balia degli avversari e non praticarono un gioco duro; dopo il quinto gol australiano, il capitano dell'Australia Charlie Yankos uscì dal campo a causa della frattura del naso.
Nel 1989 le Figi vinsero di nuovo la Coppa di Melanesia e nel 1990 si piazzarono terze nella competizione. Nel 1991 i figiani si aggiudicarono i Giochi del Pacifico meridionale per la prima volta, imponendosi in finale sulle Isole Salomone ai tiri di rigore (1-1 dopo i tempi supplementari). Nel 1992 rivinsero la Coppa di Melanesia e nelle eliminatorie del campionato del mondo 1994 si classificarono secondi nel gruppo B, venendo sconfitti solo dalla Nuova Zelanda, vincitrice del raggruppamento.
Finalisti dei Giochi del Pacifico meridionale del 1993 con il CT scozzese Danny McLennan, le Figi si piazzarono seconde nella Coppa di Melanesia 1994, qualificandosi così alla fase finale della Coppa d'Oceania 1996. Terzi classificati ai Giochi del Pacifico meridionale del 1997, i figiani passarono nuovamente nelle mani del CT Billy Singh, con cui la squadra fu subito eliminata nelle qualificazioni al campionato del mondo 1998. Nel 1998 la nazionale vinse la Coppa di Melanesia, qualificandosi alla fase finale della Coppa d'Oceania 1998: la competizione fu chiusa al terzo posto, alle spalle di Australia e Nuova Zelanda, grazie al successo contro Tahiti per 4-2. Nel 2000 il palmarès delle Figi si arricchì di un'altra Coppa di Melanesia, ma la squadra non prese poi parte alla fase finale della Coppa d'Oceania 2000, a causa di problemi politici sorti dopo un altro colpo di stato.
Dopo aver ospitato la Malaysia, che, in tournée nelle Figi, fu sconfitta in due dei tre incontri con la nazionale di casa, le Figi iniziarono le eliminatorie del campionato del mondo 2002 ottenendo tre vittorie, tra cui una per 13-0 contro le Samoa, successo che è il più largo mai conseguito dalla nazionale figiana in una partita ufficiale. Il gruppo 1 fu chiuso con l'eliminazione, a causa del secondo posto dietro l'Australia dominatrice del raggruppamento e qualificata alla fase successiva. La partita contro gli australiani, vinta per 2-0 dai Socceroos, si disputò in un clima di tensione causato dalle sanzioni australiane comminate al nuovo governo figiano, con il CT australiano Frank Farina che accusò i giocatori avversari di aver morso e fatto male ai giocatori dell'Australi e il CT figiano Billy Singh che accusò l'Australia di aver sabotato la preparazione del match da parte dei figiani, rendendo complicato il contesto in cui si disputò la partita.

### Alti e bassi (2002-oggi)
Nella Coppa d'Oceania 2002 la squadra si piazzò al terzo posto nel proprio girone, venendo sconfitta per 8-0 dall'Australia (quadripletta di Joel Porter). Billy Singh fu dunque destituito dall'incarico e rimpiazzato dall'australiano Les Scheinflug, rimasto in carica per poco tempo, prima dell'arrivo del connazionale Tony Buesnel, il quale assunse l'incarico di CT delle Figi in vista dei Giochi del Pacifico meridionale del 2003, organizzati in casa. In questa competizione la selezione figiana, composta essenzialmente da giovani, ottenne il successo, battendo in finale la Nuova Caledonia e piazzando il proprio attaccante Esala Masi al primo posto della classifica dei marcatori (sette furono i suoi gol nella partita vinta per 12-0 contro Kiribati).
La squadra fu poi impegnata nelle eliminatorie OFC del campionato del mondo 2006: classificatasi seconda nel girone di primo turno (tre vittorie e una sconfitta in quattro partite), si qualificò alla Coppa d'Oceania 2004, dove fu inserita in un girone che valeva anche da girone di secondo turno delle qualificazioni OFC a Germania 2006. La squadra si classificò quarta su sei squadre, con 4 punti in 5 partite, e fu eliminata.
Ai Giochi del Pacifico 2007, che fungevano anche da primo turno delle eliminatorie del campionato del mondo 2010, la nazionale figiana vinse il girone a pari punti con la Nuova Caledonia e sconfisse in semifinale Vanuatu, ottenendo un posto nella finale, dove perse di misura contro la Nuova Caledonia, chiudendo pertanto il torneo al secondo posto per la quarta volta. Essendosi classificate nei primi tre posti dei Giochi del Pacifico, le Figi furono ammesse al secondo turno delle eliminatorie OFC di Sudafrica 2010, che venne fatto coincidere con il girone della Coppa d'Oceania 2008, edizione a cui parteciparono solo quattro squadre, con le Figi che si piazzarono al terzo posto con 7 punti in 6 partite (da segnalare, tuttavia, la vittoria per 2-0 contro la Nuova Zelanda).
Le edizioni dei Giochi del Pacifico 2011, sotto la guida del CT Gurjit Singh, e 2015 furono chiuse dalle Figi al quarto posto. Alla Coppa d'Oceania 2012 le Figi del CT Juan Carlos Buzzetti raccolsero solo 2 punti in 3 partite (con un solo gol segnato) e furono eliminate; dato che il turno valeva anche per le qualificazioni al campionato del mondo 2014, la squadra fu estromessa anche da questo torneo nelle fasi di qualificazione. Alla Coppa d'Oceania 2016 la squadra si classificò terza nel proprio girone di qualificazione e pertanto non ebbe accesso alla fase finale del torneo, ma grazie alla terza piazza nel proprio raggruppamento si qualificò al terzo turno delle eliminatorie OFC del campionato del mondo 2018, turno in cui il terzo posto ottenuto nel proprio girone (tre sconfitte e un pareggio) precluse ai figiani la possibilità di un posto a Russia 2018.
Nel 2016 la nazionale olimpica figiana partecipò al torneo calcistico dei Giochi olimpici di Rio de Janeiro 2016, dove fu eliminata al primo turno.
Nelle qualificazioni al campionato del mondo 2022 la nazionale figiana fu eliminata nella prima fase delle eliminatorie OFC, essendosi piazzata terza nel girone vinto dalla Nuova Zelanda (una vittoria e due sconfitte).

## Statistiche dettagliate sui tornei internazionali

### Mondiali
| Anno | Luogo                          | Piazzamento      | V | N | P | Gol |
| ---- | ------------------------------ | ---------------- | - | - | - | --- |
| 1930 | Uruguay                        | Non partecipante | - | - | - | -   |
| 1934 | Italia                         | Non partecipante | - | - | - | -   |
| 1938 | Francia                        | Non partecipante | - | - | - | -   |
| 1950 | Brasile                        | Non partecipante | - | - | - | -   |
| 1954 | Svizzera                       | Non partecipante | - | - | - | -   |
| 1958 | Svezia                         | Non partecipante | - | - | - | -   |
| 1962 | Cile                           | Non partecipante | - | - | - | -   |
| 1966 | Inghilterra                    | Non partecipante | - | - | - | -   |
| 1970 | Messico                        | Non partecipante | - | - | - | -   |
| 1974 | Germania Ovest                 | Non partecipante | - | - | - | -   |
| 1978 | Argentina                      | Non partecipante | - | - | - | -   |
| 1982 | Spagna                         | Non qualificata  | - | - | - | -   |
| 1986 | Messico                        | Non partecipante | - | - | - | -   |
| 1990 | Italia                         | Non qualificata  | - | - | - | -   |
| 1994 | Stati Uniti                    | Non qualificata  | - | - | - | -   |
| 1998 | Francia                        | Non qualificata  | - | - | - | -   |
| 2002 | Corea del Sud / Giappone       | Non qualificata  | - | - | - | -   |
| 2006 | Germania                       | Non qualificata  | - | - | - | -   |
| 2010 | Sudafrica                      | Non qualificata  | - | - | - | -   |
| 2014 | Brasile                        | Non qualificata  | - | - | - | -   |
| 2018 | Russia                         | Non qualificata  | - | - | - | -   |
| 2022 | Qatar                          | Non qualificata  | - | - | - | -   |
| 2026 | Canada / Stati Uniti / Messico | Non qualificata  | - | - | - | -   |

### Coppa delle nazioni oceaniane
| Anno | Luogo                  | Piazzamento                                 | V | N | P | Gol  |
| ---- | ---------------------- | ------------------------------------------- | - | - | - | ---- |
| 1973 | Nuova Zelanda          | Primo turno                                 | 0 | 0 | 4 | 2:13 |
| 1980 | Nuova Caledonia        | Quarto posto                                | 2 | 0 | 2 | 11:9 |
| 1996 | Nessun paese ospitante | Non qualificata                             | - | - | - | -:-  |
| 1998 | Australia              | Terzo posto                                 | 2 | 0 | 2 | 8:6  |
| 2000 | Polinesia francese     | Qualificata ma esclusa per disordini civili | - | - | - | -:-  |
| 2002 | Nuova Zelanda          | Primo turno                                 | 1 | 0 | 2 | 2:10 |
| 2004 | Australia              | Quarto posto                                | 1 | 1 | 3 | 3:10 |
| 2008 | Nessun paese ospitante | Terzo posto                                 | 2 | 1 | 3 | 8:11 |
| 2012 | Isole Salomone         | Primo turno                                 | 0 | 2 | 1 | 1:2  |
| 2016 | Papua Nuova Guinea     | Primo turno                                 | 1 | 0 | 2 | 4:6  |
| 2020 | Nuova Zelanda          | Non disputata                               |   |   |   |      |
| 2024 | Figi / Vanuatu         | Quarto posto                                | 3 | 0 | 2 | 17:6 |

### Giochi del Pacifico
- 1963 - Secondo posto
- 1966 - Non qualificata
- 1969 - Quarto posto
- 1971 - Primo turno
- 1975 - Quarto posto
- 1979 - Secondo posto
- 1983 - Secondo posto
- 1987 - Non qualificata
- 1991 - Vincitore
- 1995 - Terzo posto
- 2003 - Vincitore
- 2007 - Secondo posto
- 2011 - Quarto posto
- 2015 - Quarto posto
- 2019 - Terzo posto

## Allenatori
- Sashi Mahendra Singh (1960-1976)
- Moti Musadilal (1979)
- Rudi Gutendorf (1981)
- Wally Hughes (1981-1982)
- Michael Thoman (1983-1986)
- Rudi Gutendorf (1987)
- Anand Sami (1995)
- Danny McLennan (1998)
- Billy Singh (1998-2002)
- Les Scheinflug (2002)
- Lee Sterrey (2003)

- Tony Buesnel (2004)
- Juan Carlos Buzzetti (2006-2008)
- Yogendra Dutt (2009-2010)
- Gurjit Singh (2011)
- Juan Carlos Buzzetti (2011-2015)
- Frank Farina (2015-2016)
- Christophe Gamel (2016-2019)
- Flemming Serritslev (2020-2022)
- Marika Rodu (2023)
- Robert Sherman (2023-)

## Record individuali
Dati aggiornati al 26 marzo 2023.
Il grassetto indica giocatori ancora in attività in nazionale.

### Record di presenze
| Pos. | Giocatore            | Presenze | Reti | Periodo   |
| ---- | -------------------- | -------- | ---- | --------- |
| 1    | Roy Krishna          | 51       | 36   | 2007-     |
| 2    | Simione Tamanisau    | 39       | 0    | 2003-2019 |
| 3    | Remueru Tekiate      | 37       | 2    | 1996-2014 |
| 4    | Malakai Kainihewe    | 35       | 5    | 2001-2011 |
| 4    | Taniela Waqa         | 35       | 3    | 2003-2017 |
| 6    | Esala Masi           | 34       | 31   | 1997-2005 |
| 7    | Setareki Hughes      | 33       | 1    | 2016-     |
| 8    | Dave Radrigai        | 27       | 2    | 2015-     |
| 9    | Seveci Rokotakala    | 24       | 5    | 2004-2011 |
| 9    | Christopher Wasasala | 24       | 10   | 2017-     |

### Record di reti
| Pos. | Giocatore            | Reti | Presenze | Periodo   |
| ---- | -------------------- | ---- | -------- | --------- |
| 1    | Roy Krishna          | 36   | 51       | 2007-     |
| 2    | Esala Masi           | 31   | 34       | 1997-2005 |
| 3    | Osea Vakatalesau     | 15   | 15       | 2005-2017 |
| 4    | Veresa Toma          | 10   | 15       | 2002-2011 |
| 4    | Christopher Wasasala | 10   | 24       | 2017-     |
| 6    | Malakai Tiwa         | 7    | 19       | 2007-2016 |
| 7    | Tito Vodowaqa        | 6    | 5        | 2019      |
| 8    | Sairusi Nalaubu      | 5    | 7        | 2022-     |
| 8    | Pita Rabo            | 5    | 16       | 2003-2007 |
| 8    | Seveci Rokotakala    | 5    | 24       | 2004-2011 |
| 8    | Malakai Kainihewe    | 5    | 35       | 2011-2011 |

## Tutte le rose

### Coppa d'Oceania
Coppa d'Oceania 19731 Buksh, 2 Farook, 3 Foster, 4 Gock, 5 Kawatevu, 6 Koi, 7 Krishna Chotka, 8 Kurivitu, 9 Lai, 10 Lee, 11 Naicovu, 12 Rounds, 13 Sami Sada, 14 Vacago, 15 Wai, 16 Waka, 17 Wakatawa, CT: Singh
Coppa d'Oceania 1998P Sevanaia, P Tuba, D Nabro, D Nasema, D Baleinuku, D Natasiwai, D Namaga, D Khan, C Kumar, C M. Masi, C Debalevu, C Seruvatu, A Lal, A Driu, A E. Masi, A Nabenu, A Kilaiwaca, A Biri, A Waga, CT: Singh
Coppa d'Oceania 20021 Tuba, 2 Vi. Toma, 3 Duguca, 4 Rokotakala, 5 Nasema, 7 M. Masi, 8 Baleinuku, 9 Bukalidi, 10 Doidoi, 11 Dau, 12 E. Masi, 13 Delai, 14 Namawa, 15 Bola, 16 Qereqeretabua, 17 Kainihewe, 18 Ve. Toma, 19 Sami, 20 Tavuyara, CT: Singh
Coppa d'Oceania 20041 Tamanisau, 2 Dau, 3 Raoma, 4 Avinesh, 5 Baleinuku, 6 Vesikula, 7 Morrel, 8 Kainihewe, 9 Vulivuli, 10 Ve. Toma, 11 Rabo, 12 Masi, 13 Waqa, 14 Dyer, 15 Kumar, 16 Vi. Toma, 17 Rokotakala, 18 Gataurua, 19 Duguca, 21 Erenio, 22 Sabutu, 23 Tuba, CT: Buesnel
Coppa d'Oceania 2008P Boletawa, P Sh. Kumar, P Mateinaaqara, P Tamanisau, D Ali, D Finau, D Kainihewe, D Kalou, D Kautoga, D Lal, D Nawatu, D Rao, D Singh, D Suwamy, D Tuvura, D Vula, D Waqa, C Baleitoga, C M. Chand, C R. Chand, C Erenio, C R. Kumar, C Sa. Kumar, C Rabo, C Tiwa, C Vesikula, A Dunadamu, A Dyer, A Krishna, A Manuca, A Naqeleca, A Vakatalesau, CT: Buzzetti
Coppa d'Oceania 20121 Tamanisau, 2 Suwamy, 3 Posiano, 4 Vula, 5 Waqa, 6 Singh, 7 Baleitoga, 9 Vakatalesau, 10 Avinesh, 11 Krishna, 12 Tekiate, 14 Tuilau, 15 Dunadamu, 16 Kautoga, 17 Smith, 18 Watkins, 19 Finau, 21 Tuinawaivuvu, 22 Draunibaka, 23 Mateinaaqara, CT: Buzzetti
Coppa d'Oceania 20161 Tamanisau, 2 Suwamy, 3 Tekiate, 4 Dreloa, 5 Matarerega, 6 Chand, 7 Baleitoga, 8 Hughes, 9 Krishna, 10 Verefou, 11 Jese, 12 Waranaivalu, 13 Tuinawaivuvu, 14 Sivoki, 15 Nabenia, 16 Tiwa, 17 Kerevanua, 18 Raura, 19 Makoe, 20 Naidu, 21 Singh, 22 Mateinaaqara, 23 Kautoga, CT: Farina
Coppa d'Oceania 20241 Mustahib, 2 Wara, 3 Matanisiga, 4 Kumar, 5 Cavuilagi, 6 Dunn, 7 Raheem, 8 Hughes, 9 Krishna, 10 Begg, 11 McMullen, 12 Waranaivalu, 13 Nabose, 14 Nalaubu, 15 Dogalau, 16 Tuivuna, 17 Baravilala, 18 Gonerau, 19 Nand, 20 Vuakaca, 21 Vasconcellos, 22 Sevanaia, 23 Matarerega, CT: Sherman

## Rosa attuale
Lista dei convocati per le partite della Coppa delle nazioni oceaniane 2024 contro Papua Nuova Guinea, Samoa e Tahiti del 16, 19 e 22 giugno 2024.
| 1  | P | Aydin Mustahib        | 28 maggio 2004    | 0  | -? | Manurewa           |  |  |
| 20 | P | Joji Vuakaca          | 24 marzo 2003     | 0  | -? | Labasa             |  |  |
| 22 | P | Isikeli Sevanaia      | 11 gennaio 2003   | 1  | -? | Rewa               |  |  |
|    |   |                       |                   |    |    |                    |  |  |
| 2  | D | Scott Wara            | 22 settembre 1999 | 3  | 0  | Stalybridge Celtic |  |  |
| 3  | D | Gabriele Matanisiga   | 14 giugno 1995    | 10 | 2  | Wellington Olympic |  |  |
| 4  | D | Ivan Kumar            | 17 giugno 1997    | 2  | 0  | Rewa               |  |  |
| 16 | D | Atonio Tuivuna        | 20 marzo 1995     | 9  | 1  | Lautoka            |  |  |
| 17 | D | Filipe Baravilala     | 25 novembre 1994  | 7  | 0  | Navua              |  |  |
| 18 | D | Lekima Gonerau        | 8 dicembre 1989   | 7  | 0  | Labasa             |  |  |
| 21 | D | Sterling Vasconcellos | 19 aprile 2005    | 4  | 0  | Lautoka            |  |  |
|    |   |                       |                   |    |    |                    |  |  |
| 5  | C | Sitiveni Cavuilagi    | 29 luglio 1994    | 12 | 0  | Lautoka            |  |  |
| 6  | C | Thomas Dunn           | 19 gennaio 2003   | 3  | 3  | Navua              |  |  |
| 7  | C | Mohammed Raheem       | 10 agosto 2003    | 2  | 2  | Ba                 |  |  |
| 8  | C | Setareki Hughes       | 8 giugno 1995     | 37 | 3  | Rewa               |  |  |
| 10 | C | Nabil Begg            | 17 marzo 2004     | 7  | 2  | Auckland City      |  |  |
| 11 | C | Brendan McMullen      | 30 giugno 2002    | 3  | 0  | Stop Out           |  |  |
| 12 | C | Tevita Waranaivalu    | 16 settembre 1995 | 19 | 2  | Rewa               |  |  |
| 13 | C | Mosese Nabose         | 1º luglio 1998    | 0  | 0  | Tailevu/Naitasiri  |  |  |
| 19 | C | Merrill Nand          | 22 settembre 2000 | 18 | 9  | Suva               |  |  |
|    |   |                       |                   |    |    |                    |  |  |
| 9  | A | Roy Krishna           | 30 agosto 1987    | 50 | 35 | Odisha (Capitano)  |  |  |
| 14 | A | Sairusi Nalaubu       | 9 aprile 1999     | 5  | 6  | Lautoka            |  |  |
| 15 | A | Etonia Dogalau        | 30 aprile 1989    | 12 | 4  | Ba                 |  |  |
| 23 | A | Rusiate Matarerega    | 17 gennaio 1993   | 18 | 4  | Nadi               |  |  |